# Betula alnoides
Betula alnoides ist eine Pflanzenart aus der Gattung der Birken (Betula) in der Familie der Birkengewächse (Betulaceae). Ihre Heimat liegt in Teilen Süd-, Ost- und Südostasiens.

## Beschreibung

### Vegetative Merkmale
Betula alnoides wächst als sommergrüner Baum, der Wuchshöhen von bis zu 30 Metern erreichen kann. Die graue Borke blättert in Schichten ab. Die harzige Rinde der Zweige ist dicht mit weißen zottigen Haaren besetzt.
Die wechselständig an den Zweigen angeordneten Laubblätter sind in Blattstiel und Blattspreite gegliedert. Der dicht zottig behaarte und drüsige Blattstiel weist eine Länge von 1,5 bis 4 Zentimeter auf. Die einfache, papierartige Blattspreite ist bei einer Länge von 4 bis 12 Zentimeter und einer Breite von 2,5 bis 5,5 Zentimeter lanzettlich, eiförmig-lanzettlich bis eiförmig-elliptisch geformt, mit keilförmiger, über breit keilförmiger oder abgerundeter bis selten auch annähernd herzförmiger Spreitenbasis und zugespitzter oder geschwänzter Spreitenspitze. Die unregelmäßig nach innen gebogenen Spreitenränder sind borstenartig gesägt. Die Blattoberseite ist kahl, während die Blattunterseite dicht mit Drüsen besetzt und entlang der Blattadern spärlich behaart ist. Von jeder Seite des Blattmittelnerves zweigen 10 bis 13 Blattadern ab.

### Generative Merkmale
Betula alnoides ist einhäusig getrenntgeschlechtig (monözisch) und die Blütezeit erstreckt sich zumindest in China von März bis Mai. Als Blütenstände werden Kätzchen gebildet. Die traubigen weiblichen Blütenstände bestehen aus drei bis fünf hängenden Kätzchen. Die weiblichen Kätzchen stehen an einem dicht mit gelben Haaren besetzten, 0,2 bis 0,3 Zentimeter langen Stiel und sind bei einer Länge von 5 bis 10 Zentimetern sowie einer Dicke von 0,4 bis 0,6 Zentimetern annähernd zylindrisch geformt. Die dicht behaarten und bewimperten Tragblätter sind dreifach gelappt und werden rund 0,3 Zentimeter groß.
Die Früchte reifen zumindest in China von Oktober bis Januar. Es werden einsamige Nussfrüchte, sogenannte Flügelnüsse gebildet. Die Flügelnüsse sind bei einem Durchmesser von 1,5 bis 2 Millimetern verkehrt-eiförmig geformt und besitzen membranartige Flügel, welche etwa zweimal so groß wie die eigentliche Frucht sind. Die Früchte sind an der Spitze spärlich behaart.

### Chromosomenzahl
Die Chromosomenzahl beträgt 2n = 28.

## Vorkommen
Das natürliche Verbreitungsgebiet von Betula alnoides umfasst Teile Süd-, Ost- und Südostasiens. Es erstreckt sich dabei von Indien, Nepal und Bhutan über Myanmar sowie das zentrale und südöstliche China bis nach Thailand und Vietnam. In China erstreckt sich das Verbreitungsgebiet über Fujian, Guangxi, Hainan, Hubei, Sichuan sowie das südliche Yunnan.
Betula alnoides gedeiht in China in subtropischen Regenwäldern in Höhenlagen von 700 bis 2100 Metern.

## Systematik
Die Erstbeschreibung als Betula alnoides erfolgte 1825 durch Francis Buchanan-Hamilton in Prodromus Florae Nepalensis, Seite 58. Synonyme für Betula alnoides Buch.-Ham. ex D.Don sind Betula acuminata Wall. sowie Betulaster acuminata (Wall.) Spach.